# Тирумангай
Тирумангай — последний из 12 тамильских вайшнавских святых поэтов-подвижников альваров. Тирумангай был наиболее творчески плодотворным альваром. После обращения в вайшнавизм часто вступал в богословские и философские дебаты с приверженцами других индийских религиозных традиций: шиваизма, джайнизма и буддизма. Варадачари описывает Тирумангая как изысканного поэта, социального реформатора и сравнивает его с Робин Гудом. 
Согласно индуистским преданиям, Тирумангай родился в 399 году Кали-юги, что соответствует 2702 году до н. э. Таким образом, согласно мифологической датировке, Тирумангай был последним из альваров. По мнению большинства современных учёных, он жил в конце VIII — начале IX века.
Шри Тирумангай был последний среди альваров Шри Сампрадайи . Он родился в 399 году века Кали , что соответствует 2.702 году до н.э. в семье шудры . В детстве его называли Нила , « синий », потому что цветом тела он напоминал Господа Кришну. Предание гласит, что изначально он был амшей ( частичным воплощением ) лука Господа Вишну — Шаранга .

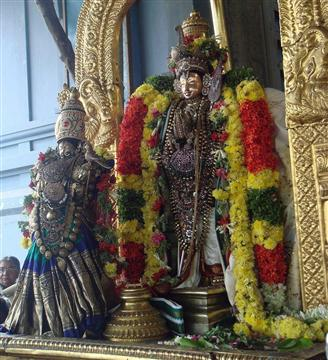

Отец Тирумангая был военачальником в армии царя Чхолы . У него Нила научился владеть многими видами оружия и военному искусству. Скоро Нила стал отличаться особой храбростью , обращая в бегство царей , оспаривающих власть царя Чхолы . Высокий , могучего телосложения , неженатый юноша вёл себя как распутник . [ Был крупнейшим преступным авторитетом своего времени , но полностью изменил свой криминальный образ жизни после знакомства с очень благочестивой апсарой, которая происходила из семьи ортодоксальных Вайшнава-брахманов и которая строго настояла на том, чтобы Шри Тирумангай-Альвар принял посвящение в Вайшнавизм ].
Все называли его Кальяном, который удовлетворяет свои чувства.
На другой стороне деревни, где жил Нила, находился красивый пруд. Это было не только очень живописное, но и загадочное место, потому что время от времени небесные женщины приходили сюда совершать омовение.
Красивый пруд, полный цветущих лотосов, привлёк однажды несколько юных апсар со Сварга-локи (обителя Брахмы). Одна из них увлеклась цветами и заблудилась , оставив своих подруг. Но случилось аюрведическому доктору оказаться в этих местах . Из любопытства он спросил , что делает в диком лесу сказочно красивая девочка ...
Узнав всю историю, доктор привёл её домой. Жена его встретила девочку как родную дочь, и она осталась в семье. Доктор назвал её — Кумуда-валли, потому что она заблудилась в лесу из-за цветов лотоса. С каждым днём девочка расцветала удивительно чистой красотой, и родители беспокоились, что не смогут найти ей достойного жениха. Незамужняя девушка никогда не выходила из дома, строго следуя принятым традициям.
☀ Но настал день , когда красавицу заметил один из приятелей Кальяна (Нила). Он тут же рассказал о ней другу, уверяя его, что она станет для него идеальной женой. Кальян лишился покоя и, не откладывая, устремился к дому Кумуда-валли. Как только он увидел её, сердце его воспылало любовной страстью. Он сразу пошёл к её родителям, прося руки их дочери. Они ответили, что последнее слово останется за Кумуда-валли. Но девушка решительно сказала, что пойдёт замуж только за вайшнава, который принял посвящение и прошёл священные обряды. Однако Кальян был настроен решительно. Во что бы то ни стало он хотел получить руку Кумуда-валли.
Он сразу отправился в самый большой в царстве храм Господа Шри Намби и стал пылко молить о необходимых благословениях. Он молился так искренне, что божество не могло не ответить.
На ладонях Кальяна появились знаки чакры и раковины, а по всему телу — двенадцать знаков тилаки. Счастливый юноша со всех ног бросился к Кумуда-валли, но она сказала:
— Мало называть себя вайшнавом, надо вести себя как подобает настоящему вайшнаву. У меня есть ещё одно условие. Каждый день ты должен кормить тысячу вайшнавов и питаться лишь остатками их пищи , выпивая прежде воду, которой омывали стопы этих святых .
☀ Из любви к Кумуда-валли Кальян принял и это условие , и они , наконец , поженились . Кальян честно выполнял своё обещание и тратил все свои деньги на ежедневные пиры . Ему нравилось это делать , он находил это занятие сладостным и весёлым , испытывая всё большее воодушевление . С каждым днём пиры становились всё более пышными , церемония омовения стоп становились всё более богатой . Кальян , не задумываясь , тратил деньги до тех пор , пока у него не осталось ни гроша . Но он и не собирался прекращать и растратил даже собранную для царя пошлину ...
Царь разгневался и послал офицера в сопровождении нескольких солдат в деревню Нилы , чтобы тот вернул деньги , а при необходимости арестовать Нилу.
Офицер стал объявлять Нилу о цели своего прихода — начал он официально , но Нила не стал ждать , и завязалась битва . Нила конечно же одержал в ней победу, но поскольку он был святым человеком , он не стал убивать своих противников .
☀ Глядя вслед убегающему офицеру и его изрядно потрёпанным солдатам , он крикнул :
— Можешь сказать царю , пусть он сам приходит, если сильно хочет. Я заплачу ему пошлину той же монетой , что и тебе !
Весь израненный офицер предстал перед царём и передал слова Нилы .
Царь побледнел от гнева и повёл в деревню свою армию . Нила мужественно встретил её и полностью разгромил . Царь лежал навзничь на поле сражения . Нила , победно поставив ногу ему на грудь , наклонился к нему и сказал :
— Считай деньги , которые я взял , займом , договорились ?
— Хорошо ! — отвечал царь .
Но тут их окружили царские министры и брахманы и обратились к Ниле : — Конечно , ты очень могуществен , ты один разбил царя и всю его армию . Но это вовсе не означает, что ты был прав . Ты взял царские деньги , царская собственность священна . На неё нельзя посягать . Ты нарушил закон и подлежишь наказанию .
— Хорошо , — согласился Нила , — если я совершил преступление , я должен быть наказан . Какое наказание вы мне назначите ?
— Ты должен отправиться в тюрьму.
☀ И Нила повиновался. Хотя его невозможно было взять силой, логика и доказательства из шастр убедили его. Он сам запер за собой двери тюрьмы , но разве мог он долго там оставаться ? Ведь тюрьма лишила его служения Господу, и Нила очень страдал . День и ночь он молился Господу Вишну : ,, Я хочу только служить Тебе ! Но я не знаю , как делать это здесь , в заточении".
И тогда Господь Варада - раджа явился ему во сне и сказал :
— Ты должен увидеться с царём и попросить позволения отправиться в Канчипурам. Там , на берегу реки Ведаватти зарыт клад. Богатства там так много , что ты сможешь расплатиться с царём , а всё оставшееся использовать в своём служении .
Наутро Нила рассказал царю о своём сне , и царь позволил ему отправиться к реке в сопровождении царской охраны . Нила сделал всё , как велел ему Господь , и без труда нашёл сокровища . Царь был изумлён .
— Кто я такой , чтобы стоять на твоём пути? — сказал он Ниле. — Если Господь Вишну направляет тебя, ты великая душа. Иди , отныне ты свободен.
☀ Нила благополучно вернулся в родную деревню. Теперь денег у него было много, и он стал снова кормить вайшнавов. Господь спас Нила от нарушения слова , как некогда спас Драупади.
Но со временем деньги стали кончаться , и Нила задумал новый план .
— Повсюду живёт столько богатых вайшьев, — говорил он своим товарищам , — у них очень много денег. Я не раз видел , как они перевозят караваны своих товаров . В действительности , они должны давать пожертвования вайшнавам, но они не делают этого. Как хотят, они тратят свои деньги, а я ломаю голову, где взять средства, чтобы продолжать служить вайшнавам! Мы будем останавливать караваны на лесной дороге и , не причиняя им никакого вреда , просить пожертвование . А если они не захотят его давать , нам придётся забрать у них всё силой .
И они приступили к действию , но никто из вайшьев, которых они останавливали , не хотел давать пожертвований , и всё заканчивалось обыкновенным грабежом . Добытые богатства разбойники тратили на служение вайшнавам.